# Castillo de Montfort
El castillo fortaleza de Montfort es una edificación defensiva del siglo XIII sita en la comuna francesa de Montigny-Montfort, en el departamento de Côte-d'Or. Desde el 30 de diciembre de 1925 está inscrito en el inventario suplementario de los Monumentos Históricos de Francia.
Está gestionado desde 1996 por la asociación MONS FORTI, que cuenta con 220 miembros y se encarga de la restauración y conservación del lugar (cerrado actualmente).

## Descripción
Se trata de una fortaleza construida sobre un macizo rocoso de 317 metros de altura dominando los valles de Dandarge, la Ronce y la Louère. 
Originariamente se constituía de siete torres (tres de ellas semi-octogonales) cerrando un amplio patio interior rodeado de murallas y torres semicirculares y un foso con puente levadizo. En torno al patio adoquinado se levantaban los edificios nobles, como la sala de guardia (abovedada de 12 x 18.5 metros), la señorial (10 x 24 metros), la capilla, habitaciones, bodegas...
En la actualidad se conserva solamente:
- El trozo sur de la muralla, con 30 metros de alto y que comprende tres de las torres semicirculares, incluida la llamada tour Amélie que alberga dos salas restauradas.
- El patio interior, que incluye el pozo (de 28 metros de profundidad) y la sala de guardia.
- El palomar y parte de la muralla interior.

## Historia

### Edad Media
El primer castillo fue edificado en torno al 1075 por Bernard de Montfort, pariente de los duques de Borgoña. En 1289 el canónigo y archidiácono de Limoges Géraud de Maulmont, consejero del rey Felipe IV de Francia ordena su reconstrucción.
Es entregado como parte de la dote de Juana de Vergy en su matrimonio con Godofredo de Charny (1340) y a su vez de su descendiente Margarita de Charny tras su matrimonio con Jean de Bauffremont (1400). A la muerte de éste en la batalla de Azincourt lo hereda su sobrino Pierre de Bauffremont.

### Renacimiento
Su nieta Philiberte se casa con Jean de Chalon, príncipe de Orange. Pero el hijo de ambos (Philibert) se niega a la muerte de su padre (1502) a rendir homenaje al rey de Francia eligiendo a Carlos I de España, lo que provoca que Francisco I de Francia embargue el castillo en 1521.
Muere Philibert y hereda René de Chalon en 1530 quien lo lega a su vez a su primo Guillermo de Orange, que no consigue levantar el embargo hasta el 19 de mayo de 1547. Su hija Emilia será autora de importantes reestructuraciones.

### SiglosXVIIyXVIII
El 14 de febrero de 1688 las nietas de Emilia de Orange-Nassau venden el castillo de Montfort a François Michel Le Tellier de Louvois por 62 000 libras. A la muerte del hijo de éste en 1701 el castillo pasa a su nieta, casada con François d'Harcourt.
Los duques de Harcourt lo venden a su vez en mayo de 1731 a Frédéric de La Forest por el precio de 100 000 libras, quien fijará allí su residencia principal.

### DelsigloXIXa nuestros días
El 18 de agosto de 1817 una descendiente de la familia La Forest cede el castillo por 1 200 francos a Jean Baptise Lefaivre, un antiguo empleado. A partir de ese momento solo las tierras del castillo serán explotadas mientras que el edificio va sufriendo un total abandono e indiferencia.
En 1985 las ruinas son recompradas por Jean Marie Fériès y su esposa, quienes emprenden su rehabilitación, siendo relevados a partir de 1996 por la asociación MONS FORTI.

Blasón de Bernard de Montfort
Blasón de la casa de Maulmont
Blasón de la casa de Vergy
Blasón de la casa de Charny
Blasón de la casa de Baufremont
Blasón de la casa de Chalon d'Orange
Blasón de la casa de Nassau
Blasón de la casa de Le Tellier
Blasón de la casa de Harcourt
Blasón de la casa de La Forest

## El Santo Sudario
Traído a Francia tras el saqueo de Constantinopla en 1204 por el comandante cruzado Otto de la Roche el Santo Sudario formará parte del patrimonio de la familia Vergy, uniendo su destino al del castillo durante varios periodos de los siglos posteriores hasta que es finalmente vendido por una miembro de la casa Nassau a los duques de Saboya.

## Galería de imágenes

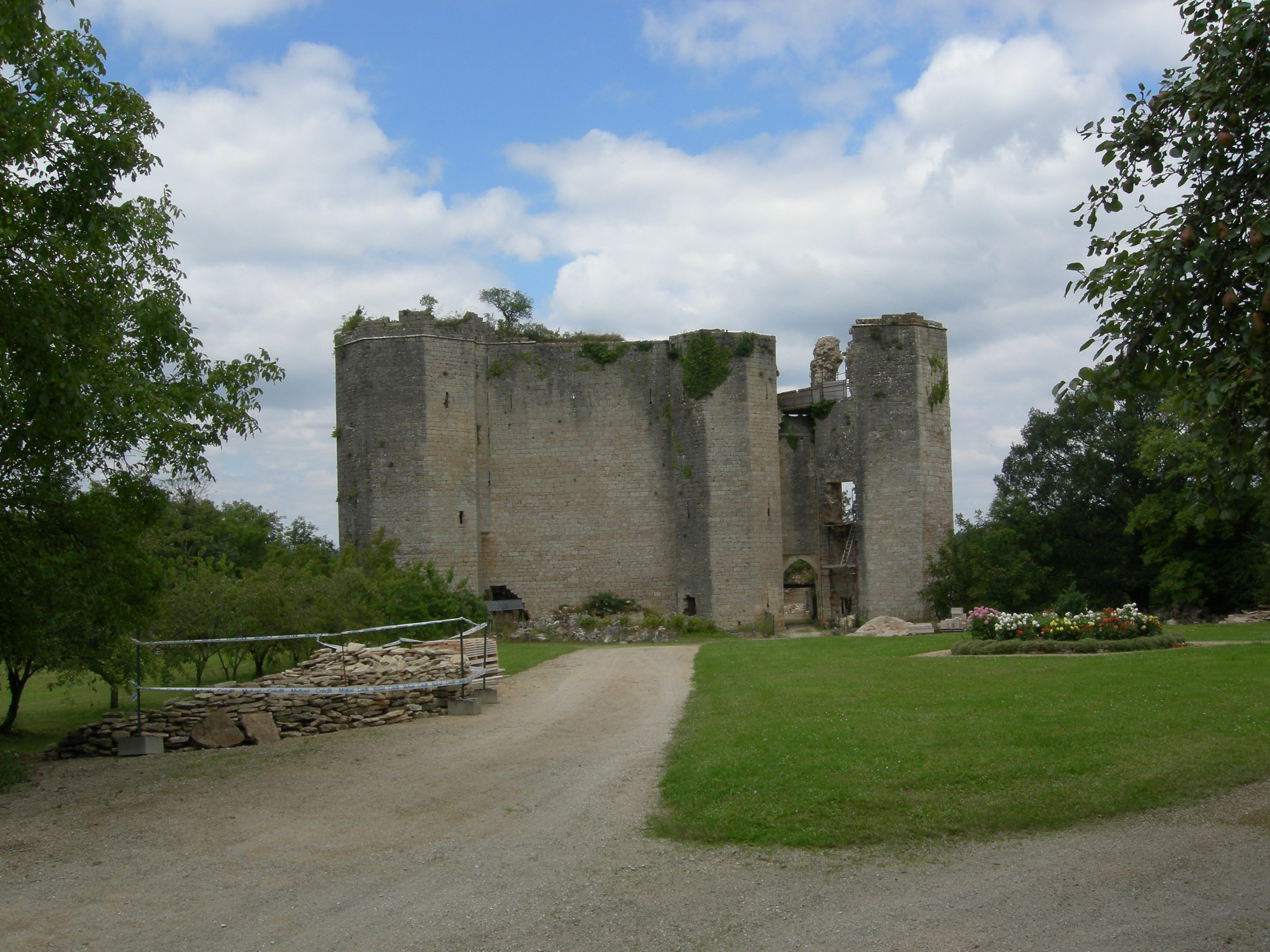
Fachada sur del castillo
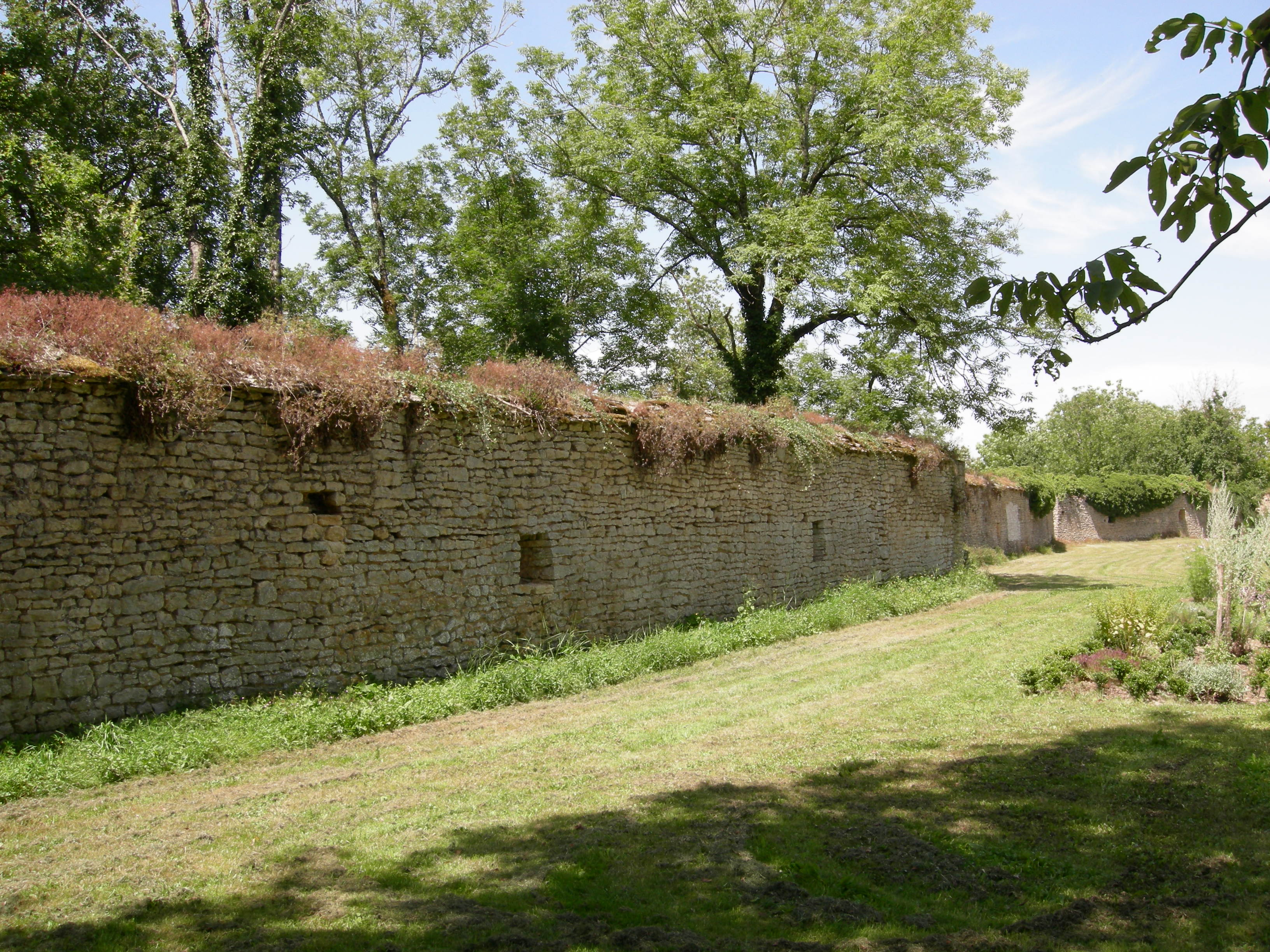
Las murallas
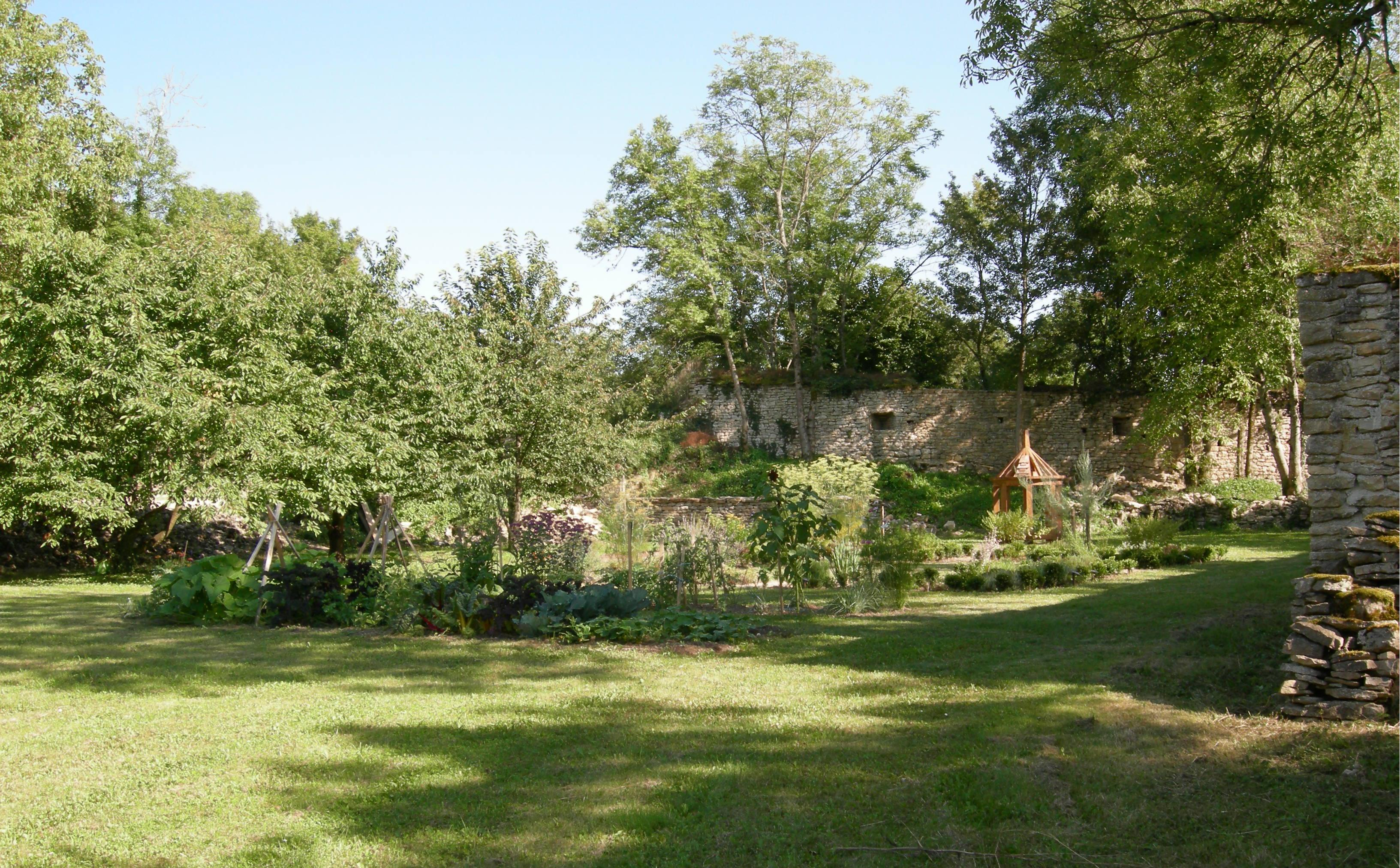
Los jardines (al fondo palomar y murallas)
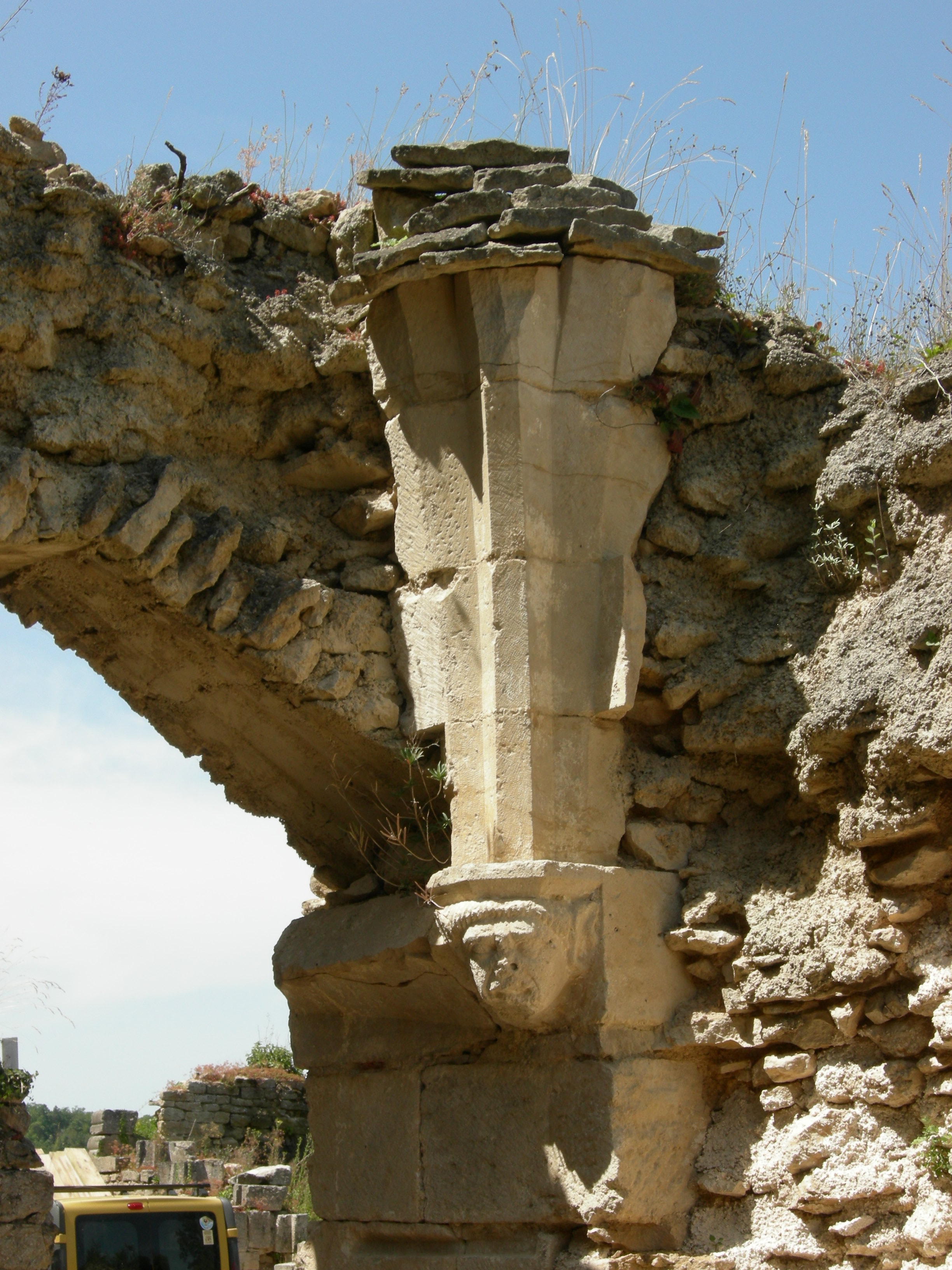
Detalle
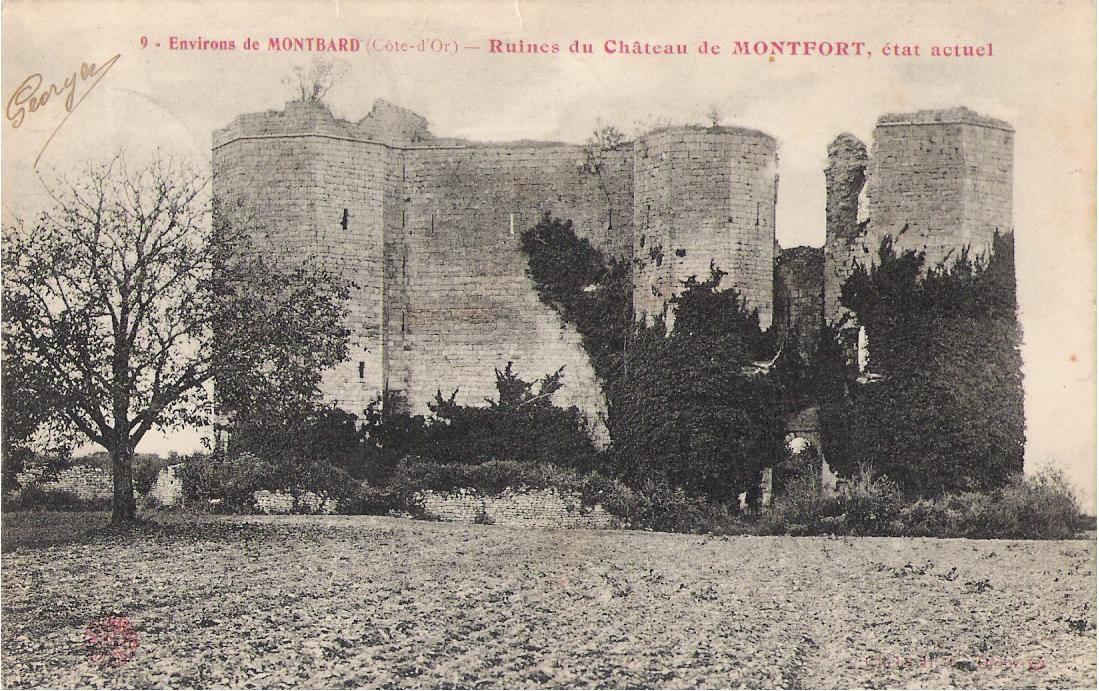
El castillo de Montfort hacia 1900
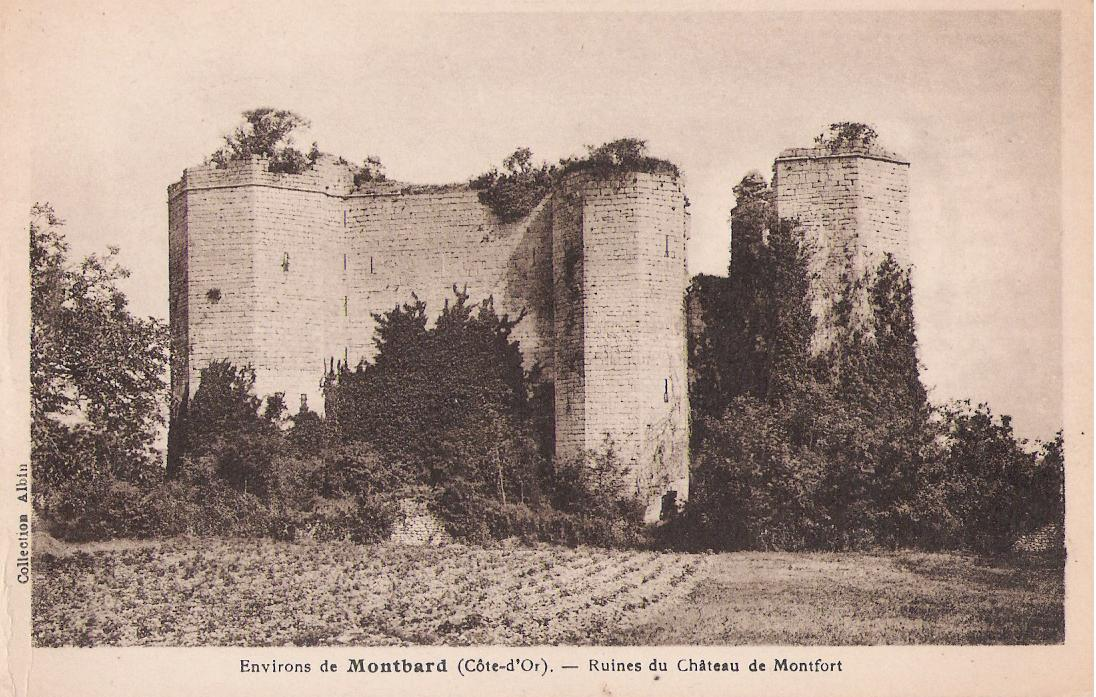
El castillo de Montfort hacia 1930
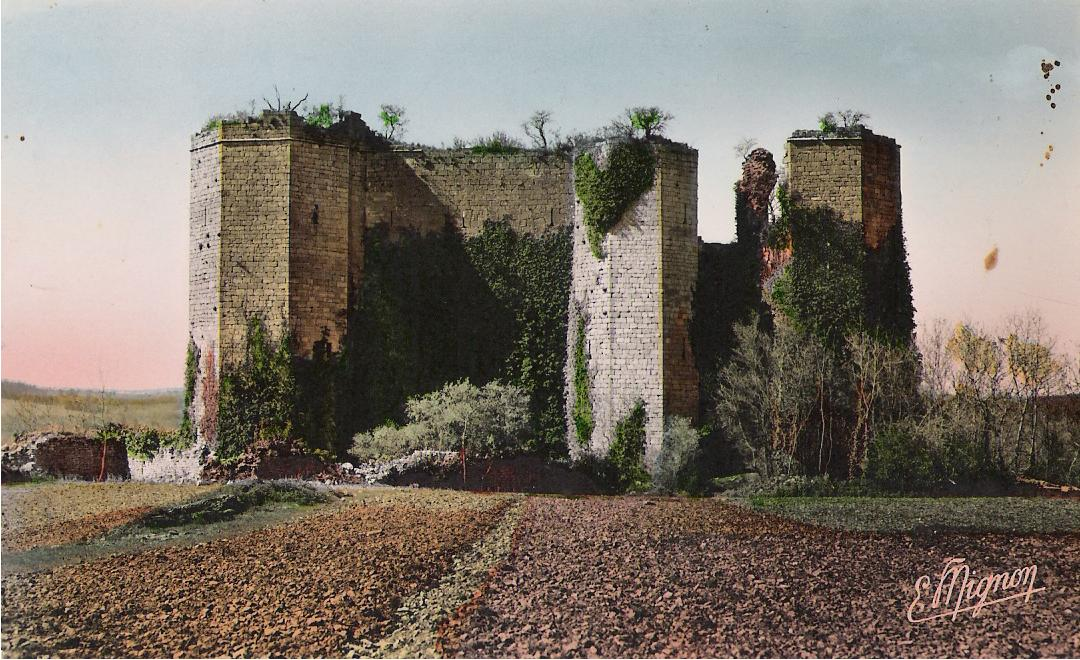
El castillo de Montfort hacia 1950